# Землетрясение в Мехико (1985)
Землетрясение в Мехико 1985 года (исп. Terremoto de México de 1985) — одно из самых разрушительных землетрясений в истории Америки, магнитудой 8,1. Оно возникло в Тихом океане, и было вызвано разрывом в тектонической плите Кокос. Основной удар пришёлся на центральные и северные районы Мехико, где жили небогатые люди и находилось много промышленных предприятий. Оно произошло в четверг 19 сентября 1985 года в 07:18 по местному времени.

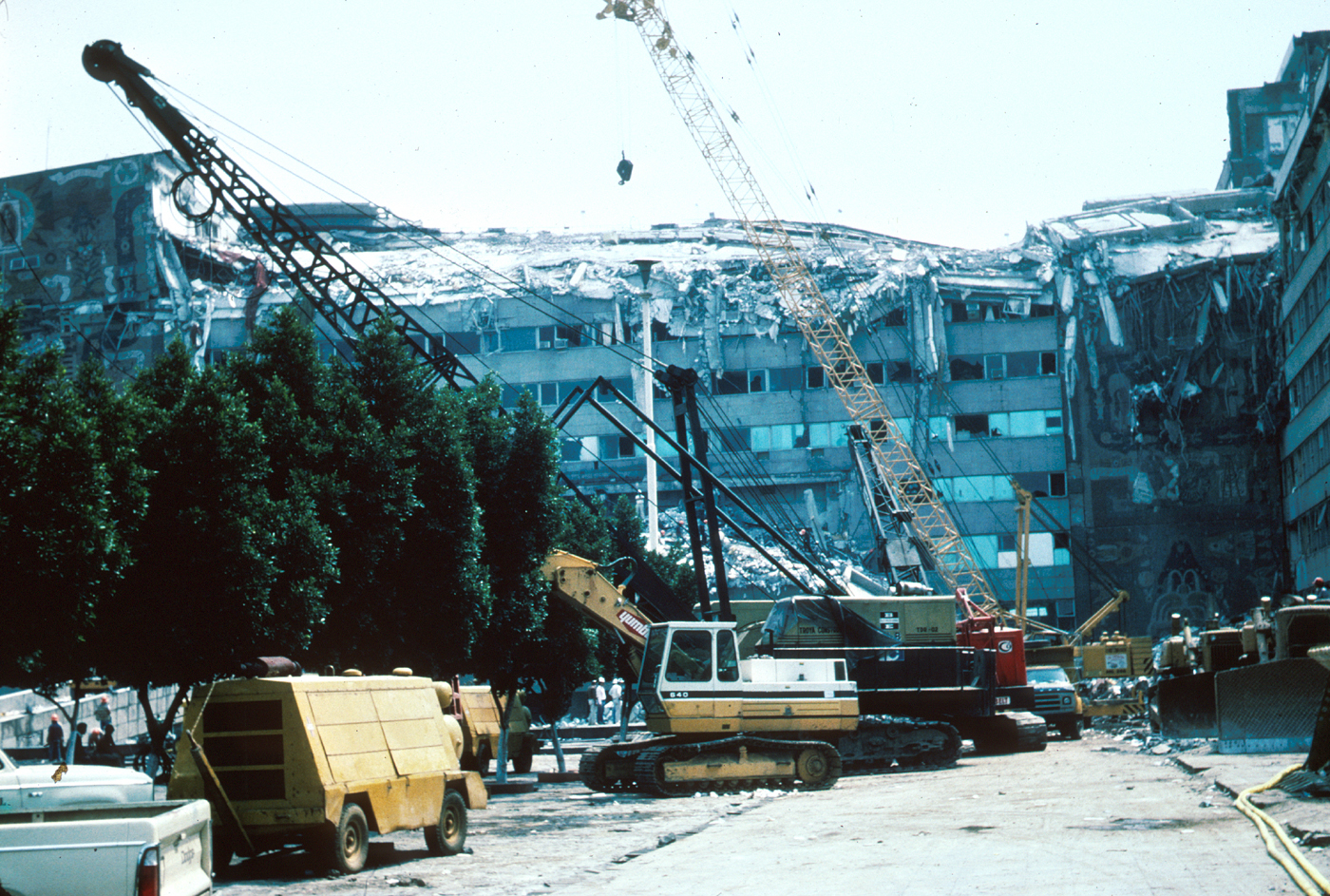
Здание Министерства транспорта и связи, разрушенное в результате землетрясения 1985 г.

Многие источники локализуют эпицентр в области тектонической напряжённости между Северо-Американской плитой и плитой Кокос в 320 км от Мехико в штате Мичоакан. Другие предполагают, что место эпицентра находилось недалеко от тихоокеанского побережья Мичоакана. Согласно официальной государственной статистике, в результате землетрясения погибло около 10 000 человек, ранено 30 000 и 100 000 остались без крова, 412 зданий были разрушены, а более 3000 серьёзно повреждены.
При землетрясении в Мехико, как и при землетрясении в Сан-Фернандо (США) 1971 года, в числе сильно разрушенных построек оказались здания, возведённые по строительным нормам и правилам расчета конструкций на сейсмические нагрузки. Это произошло из-за того, что градостроительный регламент в стране не менялся с начала XX века, несмотря на то что столица Мексики в 1968 году принимала XIX летние Олимпийские игры и в городе проводились широкомасштабные строительные работы. Только после землетрясения законодательство в сфере строительства было усовершенствовано.
Важным оказалось и то, что при застройке территории не были учтены особенности расположения города. Он расположен на плато, находящемся на высоте 2234 метра над уровнем моря. Его окружают горы вулканического происхождения, то есть территория Мехико априори сейсмически опасна, и этот факт должен был учитываться. Важно и то, что город расположился в котловине осушенного ещё во времена испанского завоевания ацтеков озера Тескоко. В течение веков стекающая с окрестных склонов гор дождевая вода наносила слой за слоем гравий, песок и глину в котловину бывшего озера. Поэтому подстилающие Мехико породы на пять шестых состоят из водоносных слоев. Рыхлые грунты, различные плотности слоев отложений и неудачная конструкция отдельных зданий сыграли злую шутку. Когда сейсмические волны достигли города, то из-за особенностей строения приземных слоёв и физических свойств грунтов отдельные фазы волн опасно усилились. Возник эффект резонанса и интерференции. Как единая система грунты под центром Мехико и расположенные на них здания вошли в резонанс, нагрузки на несущие элементы конструкций зданий превысили заложенный в них запас прочности, и они разрушились. Центр города оказался на сильно обводнённом осадочном слое толщиной почти в две тысячи метров. При сейсмических колебаниях именно здесь произошли наиболее сильные разрушения, в то время как здания на возвышенностях и коренных породах пострадали слабо или вообще не были повреждены.